# 厚萼铁线莲
厚萼铁线莲（学名：Clematis wissmanniana）为毛茛科铁线莲属下的一个种。

## 扩展阅读
維基物種上的相關：厚萼铁线莲